# Verrerie coopérative ouvrière d'Aniche
La verrerie ouvrière d'Aniche est fondée le 15 avril 1901 et fermée un an plus tard[réf. nécessaire].

## Histoire
« Au cours de la longue grève (de 1900) des verriers d'Aniche, on a annoncé qu'un certain nombre de grévistes avaient conçu le projet de créer, comme à Albi, une verrerie ouvrière. »
Alfred Léon Gérault-Richard l'avait déjà évoqué en 1900 pour être réalisé à l'arsenal de Douai mais le 15 avril 1901 La verrerie coopérative ouvrière est constituée à Aniche. Raoul Hancart est président du conseil d'administration, Le capital social est fixé à 600 000 francs.
« Ce projet, dit le Petit Journal, est à la veille de se réaliser un vaste terrain vient d'être acquis dans ce but à Aniche, entre les passages à niveau de Malakoff et d'Aoust. On va commencer à fabriquer sur place des briques destinées aux constructions. »
Ce terrain fut acquis, au prix de 18,000 francs, à quelques mètres à peine de la grande place d'Aniche, et les travaux démarrent.
Mais en septembre 1901, dans l'attente de  la fin des contrats en cours des nouveaux verriers recrutés pour lancer la production, il est fait appel à des verriers belges. Des tensions sociales s'ensuivent.
De leur côté les maîtres-verriers ont préparé la riposte inondant le marché et baissant les prix au moment du lancement de la production. Cinq mois plus tard les fours sont éteints. Un an plus tard l'assemblée dissout La verrerie coopérative ouvrière.[réf. nécessaire]